# سيلينيت الصوديوم
 سيلينيت الصوديوم  مركب كيميائي له الصيغة Na2SeO3، ويكون على شكل بلورات عديمة اللون، وتجدر الإشارة إلى أنه مركب سام.

## الخواص
- تنحل بلورات مركب سيلينيت الصوديوم بشكل جيد في الماء، كما أنها تتسيل بالتماس مع الهواء.
- يوجد أيضاً على شكل خماسي هيدرات Na2SeO3 . 5H2O، بالتسخين فوق 40°س يفقد المركب ماءه البلوري.

## التحضير
يحضر مركب سيلينيت الصوديوم من تفاعل ثنائي أكسيد السيلينيوم مع هيدروكسيد الصوديوم حسب المعادلة:
SeO2 + 2NaOH → Na2SeO3 + H2O

## الاستخدامات
- يستخدم في صناعة الزجاج حيث يعطي لوناً أحمر.
- يدخل بتراكيز قليلة في علف الحيوانات، وذلك لأهمية فلز السيلينيوم في عمل بعض الإنزيمات مثل غلوتاثيون بيروكسيداز.[3]

## السلامة
مركب سيلينيت الصوديوم مركب سام جداً، كما أنه من ضمن المواد التي يشكك بأنها مسرطنة.